# Benjamin Eze
Benjamin Ndubuisi Eze (* 8. Februar 1981 in Lagos, Nigeria) ist ein ehemaliger nigerianisch-italienischer Basketballspieler. Eze begann nach dem Studium in den Vereinigten Staaten 2001 eine Karriere als professioneller Spieler in Italien. 2005 erhielt der nigerianische Nationalspieler die italienische Staatsbürgerschaft und gewann mit Montepaschi Siena insgesamt fünf italienische Meisterschaften und drei Titelgewinne im Pokalwettbewerb „Coppa Italia“.

## Karriere

### Anfänge
Eze spielte in seiner Heimatstadt Lagos Basketball in der Schulmannschaft der Bishop Aggey Memorial Secondary School. Er wurde als 17-jähriges Talent nach Russland geholt, wo er für Awtodor Saratow einen Einsatz in der damals höchsten Spielklasse Superliga hatte. Mit Hilfe eines Geschäftsmanns kamen Eze und andere junge nigerianische Basketballspieler nach Toronto.
Eze erhielt Angebote mehrerer US-Hochschulen und entschied sich dann, das Angebot eines Studienplatzes an der University of Louisville anzunehmen, wo er für die Hochschulmannschaft Cardinals in der NCAA gespielt hätte. Die NCAA verweigerte ihm jedoch schließlich die Zulassung, da den Regeln entsprechend offiziell nur Studenten im Sinne von Amateuren berechtigt sind, in der NCAA zu spielen, und die NCAA seinen Einsatz in der professionellen russischen Spielklasse als Berufsausübung wertete. Eze begann daraufhin 1999 ein Studium am College of Southern Idaho, wo er für die Hochschulmannschaft Eagles in der National Junior Collegiate Athletic Association (NJCAA) spielte. Die Basketballmannschaft der Eagles gehört zu den erfolgreichsten Mannschaften der NJCAA und gewann vor Eze zuletzt 1987 die Landesmeisterschaft, konnte aber in Ezes Zeit von 1999 bis 2001 keine weiteren Titelerfolge feiern. Nach dem Ende seiner zweijährigen Zeit am Junior College ging Eze nicht zurück an die University of Louisville, für die er nun spielberechtigt gewesen wäre, sondern meldete sich direkt zum Draftverfahren der NBA an. Damit verwirkte er nun endgültig die Möglichkeit, noch einmal in der NCAA zu spielen, und nachdem er im NBA-Draft 2001 von keinem NBA-Klub ausgewählt wurde, begann er eine Karriere als Berufsbasketballspieler.

### Berufsbasketball
Zu Beginn der Saison 2001/02 stand Eze zunächst im Aufgebot des in Ljubljana ansässigen slowenischen Vereins KD Slovan. Nach nur einem Spiel wechselte er jedoch nach Italien zu Viola Reggio Calabria in die Lega Basket Serie A. Nach dem viertletzten Platz in der Saison 2001/02 erreichte der Verein als Tabellenneunter der Saison 2002/03 über die Vorausscheidung die Play-off-Viertelfinalserie um die italienische Meisterschaft, in der man in fünf Spielen dem Titelverteidiger und Hauptrundenersten Benetton Treviso unterlegen war. Nachdem in der Saison 2003/04 die Play-off-Vorrunde abgeschafft wurde, verpasste Viola mit Eze als Tabellenneunter die Finalrunde um den Titelgewinn. Anschließend wechselte Eze als bester durchschnittlicher Shotblocker der Liga zum Meister Montepaschi Siena, der erstmals den Titel gewonnen hatte. Im höchstrangigen europäischen Vereinswettbewerb EuroLeague schied man nach zwei Final-Four-Teilnahmen zuvor bereits in der Zwischenrunde der 16 besten Mannschaften aus. Nachdem Eze seinen italienischen Pass erhalten hatte, wurde er zum Saisonende auch wieder verstärkt in nationalen Meisterschaftsspielen eingesetzt, doch Titelverteidiger Siena verlor als Hauptrundendritter in der ersten Play-off-Runde gegen Lottomatica Rom. Bei der Afrikameisterschaft 2005 stand der ehemalige Junioren-Nationalspieler Eze dann noch einmal im Kader der nigerianischen Herren-Nationalmannschaft, die sich mit dem Gewinn der Bronzemedaille für die Weltmeisterschaft 2006 qualifizierte. Nachdem Siena in der EuroLeague-Saison 2005/06 bereits nach der Vorrunde ausgeschieden war, verlor man in der ersten Play-off-Runde erneut als Hauptrundendritter gegen Lottomatica Rom.
In der Saison 2006/07 konnte man nach der Verpflichtung von unter anderem Terrell McIntyre nach nur vier Niederlagen souverän die Hauptrunde der Serie A als Erster abschließen. Nach Punktabzügen für Titelverteidiger Benetton Treviso, der dadurch die Finalrunde verpasste, und der Überwindung des „Rom-Komplexes“, als man nach der einzigen Play-off-Niederlage zum Auftakt der Halbfinalserie die folgenden drei Spiele gewann, gewann Siena zum zweiten Mal die Meisterschaft. Damit kehrte man auch in die EuroLeague zurück, in der man beim Final-Four-Turnier den dritten Platz belegte. In der italienischen Meisterschaft verteidigte man den Titel nach nur drei Niederlagen in der regulären Saison und einer in der Finalserie. In der folgenden Saison 2008/09 gewann man nach dem Titelgewinn im nationalen Pokalwettbewerb „Coppa Italia“ erstmals das Double bei nur einer Niederlage in der Meisterschaft. Nach zwei Niederlagen in der Meisterschaft gewann Siena 2010 erneut das Double, verpasste aber in der EuroLeague-Saison 2009/10 wegen des schlechteren direkten Vergleichs gegenüber Real Madrid um einen Korbpunkt die Teilnahme an den Viertelfinal-Play-offs.
Für die Saison 2010/11 wechselte Eze zunächst zum russischen Vizemeister aus Chimki in der Oblast Moskau. Chimki schied jedoch bereits nach der Vorrunde der EuroLeague-Spielzeit 2010/11 aus. Eze kehrte nach Italien zurück, wo er sich dem Rekordmeister Olimpia Armani Mailand anschloss, die ebenfalls nach der Vorrunde ausgeschieden waren. In der nationalen Meisterschaft verlor man als Dritter die Play-off-Halbfinalserie gegen Bennet Cantù. In der folgenden Saison 2011/12 konnte man sich leicht verbessern, denn in der EuroLeague-Saison 2011/12 reichte es für Mailand zur Teilnahme an der Zwischenrunde der 16 besten Mannschaften und in der Meisterschaft zog man in die Finalserie ein. Doch gegen den Titelverteidiger und Ezes ehemalige Mannschaft aus Siena verzeichnete man nur einen Sieg in fünf Spielen der Finalserie.
Zur Saison 2012/13 kehrte Eze noch einmal zum Meister aus Siena zurück. Zu Saisonbeginn musste sich Eze einem chirurgischen Eingriff am Meniskus unterziehen, weshalb der Verein als Ersatz den Österreicher Benjamin Ortner vom finanziell klammen deutschen Erstligisten LTi Gießen 46ers zurück nach Italien holte. In der EuroLeague-Spielzeit 2012/13 verpasste die Mannschaft die Teilnahme an den Viertelfinal-Play-offs. Nachdem Sienas angeschlagene Hauptsponsor die finanziellen Mittel deutlich zurückgefahren hatte, musste sich Serienmeister Siena auch in der Liga vermehrter Konkurrenz aussetzen und erreichte nur als Fünfter die Play-offs, in denen man in der ersten Runde sich in der Neuauflage der Vorjahres-Finalserie gegen Mailand in sieben Spielen noch einmal durchsetzen konnte. Nach weiteren sieben Spielen im Halbfinale gegen den Hauptrundenersten Cimberio Varese reichte es in der Finalserie gegen Rom zum siebten Titelerfolg in Serie und der Verteidigung des Doubles für den Verein. Anschließend brach die Mannschaft nach weiterer Kürzung des Etats auseinander und auch Eze, der zuletzt immer wieder Verletzungspausen benötigt hatte, unterschrieb zunächst keinen neuen Vertrag. Im Februar 2014 bekam Eze dann doch ein neues Engagement, als er einen Vertrag beim neuen Pokalsieger Dinamo Basket Sassari auf Sardinien unterschrieb. Mit den Sarden verlor er jedoch die Play-off-Halbfinalserie gegen den neuen Titelgewinner aus Mailand. 2014 zog sich Eze als Spieler aus dem Leistungssport zurück.